# Diaea mutabilis
Diaea mutabilis es una especie de araña cangrejo del género Diaea, familia Thomisidae. Fue descrita científicamente por Kulczynski en 1901.

## Distribución
Esta especie se encuentra en Etiopía.